# Flüssigkristallanzeige

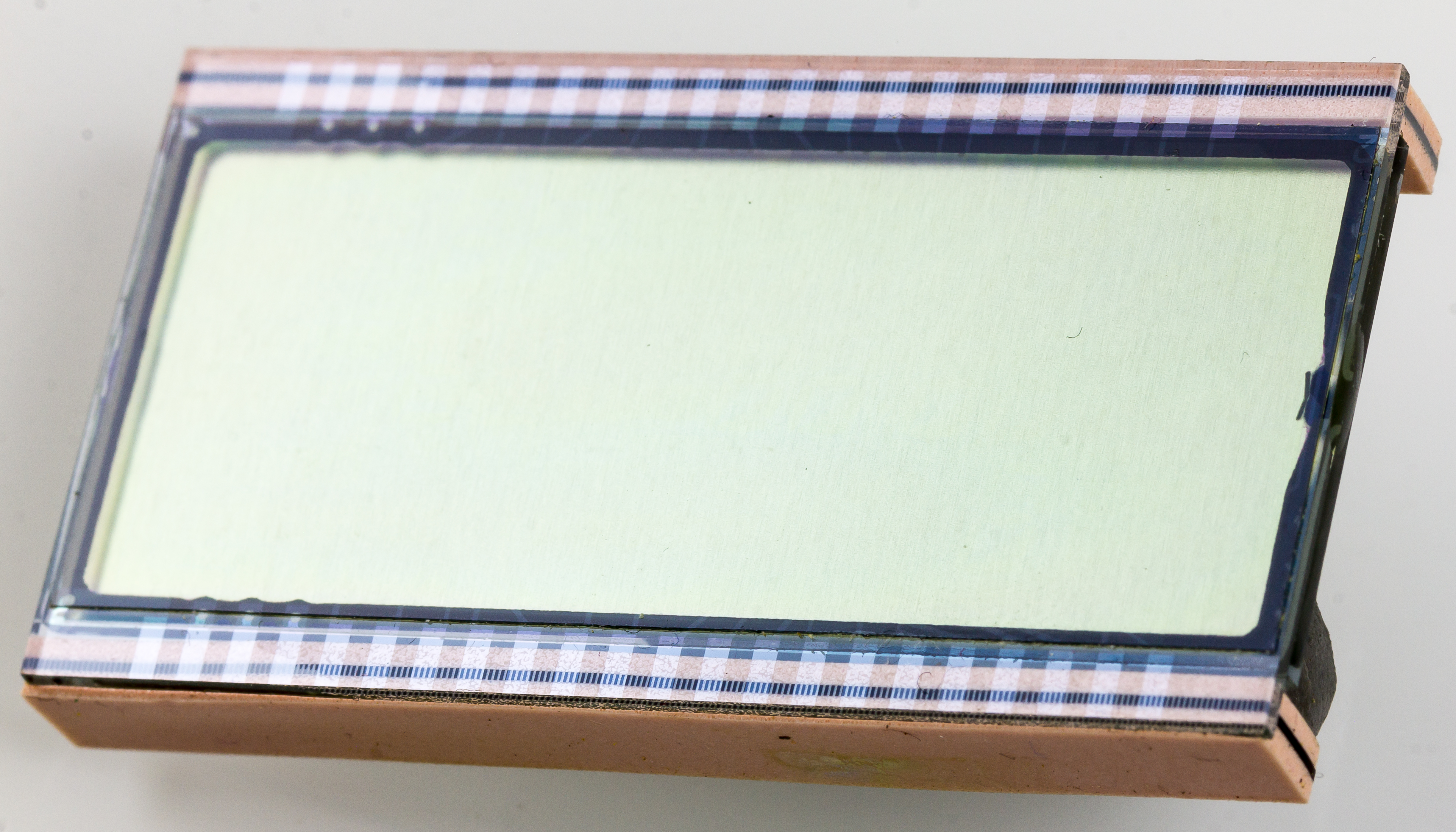
Flüssigkristallanzeige

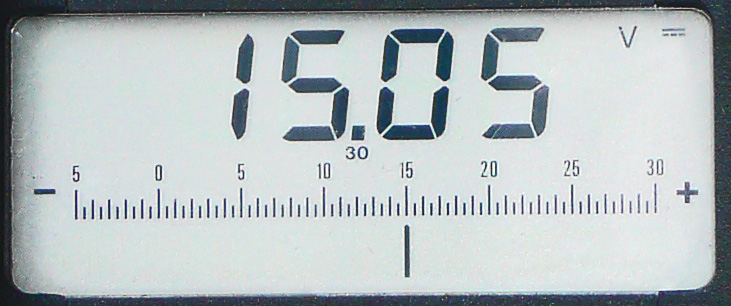
Kombination aus Ziffernanzeige und Skalenanzeige auf der nicht selbst leuchtenden Flüssigkristallanzeige eines Digitalmultimeters

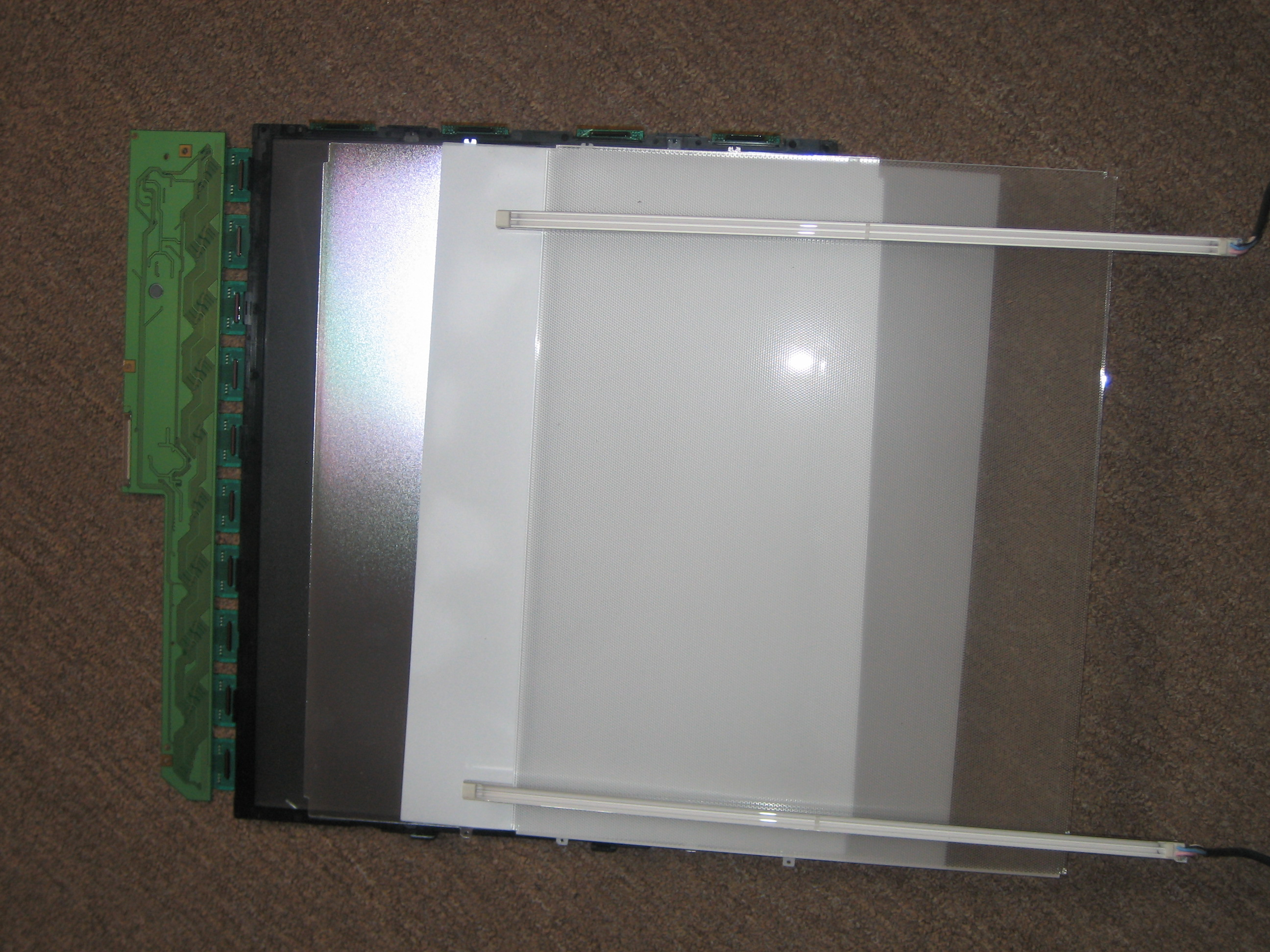
Interna eines handelsüblichen TFT-Monitors. Leuchtröhren mit Diffusorelementen, TFT-Folie mit Ansteuerplatine

Eine Flüssigkristallanzeige oder ein Flüssigkristallbildschirm (englisch liquid-crystal display, kurz: LCD oder LC-Display) ist eine Anzeige oder ein Bildschirm (engl. display), dessen Funktion darauf beruht, dass Flüssigkristalle die Polarisationsrichtung von Licht beeinflussen, wenn ein bestimmtes Maß an elektrischer Spannung angelegt wird.
LCDs bestehen aus Segmenten, die unabhängig voneinander ihre Transparenz ändern können. Dazu wird mit elektrischer Spannung in jedem Segment die Ausrichtung der Flüssigkristalle gesteuert. Damit ändert sich die Durchlässigkeit für polarisiertes Licht. Polarisiertes Licht wird mittels Polarisationsfiltern erzeugt, welche entweder einfallendes Umgebungslicht bei reflektierenden Anzeigen oder Licht einer Hintergrundbeleuchtung bei Anzeigen im Transmissionsmodus filtern. Soll ein Display beliebige Inhalte darstellen können, sind die Segmente in einem gleichmäßigen Raster angeordnet (siehe Pixel). Bei Geräten, die nur bestimmte Zeichen darstellen sollen, haben die Segmente oft eine speziell darauf abgestimmte Form, so bei der Sieben-Segment-Anzeige zur Darstellung von Zahlen (siehe auch Matrixanzeige). Eine Weiterentwicklung ist das Aktiv-Matrix-Display, das zur Ansteuerung eine Matrix von Dünnschichttransistoren (engl. thin-film transistor, TFT) enthält. Bei Flachbildschirmen dominiert diese Technik seit etwa 2005.
In der Werbung wird seit etwa 2009 häufig von LED-Fernsehern gesprochen. Dabei handelt es sich oft um Flüssigkristallbildschirme (LCDs) zur Bilddarstellung, bei denen zur Hintergrundbeleuchtung LEDs eingesetzt werden (LED-Backlight). Bildschirme mit organischen Leuchtdioden (OLEDs) als Anzeigeelemente anstelle von LCDs sind für großflächige Fernsehgeräte seit Mitte der 2010er Jahre erhältlich.
LCDs finden Verwendung an vielen elektronischen Geräten, etwa in der Unterhaltungselektronik, an Messgeräten, Mobiltelefonen, Digitaluhren und Taschenrechnern. Auch bestimmte Head-up-Displays und Videoprojektoren arbeiten mit dieser Technik.

## Geschichte
Im Jahre 1861 veröffentlichte der französische Mathematiker und Physiker Gabriel Lamé sein Buch Leçons sur la théorie analytique de la chaleur, in dem er die These vertrat, an kristallisierenden Lösungen bildeten sich „concamérations polyedriques“ („vielflächige Wölbungen“). Diese Annahme erschien jedoch zunächst fremdartig.
1888 entdeckte der Botaniker Friedrich Reinitzer bei der Analyse von Cholesterylbenzoat ein bis dahin unbekanntes Phänomen: Beim Übergang der Substanz von dem festen in den flüssigen Zustand zeigte sich zunächst eine trübe, relativ viskose Flüssigkeit, die erst bei weiterer Temperaturerhöhung am Klärpunkt zu einer klaren Flüssigkeit wechselte. Da Reinitzer keine Erklärung für diese Anomalie fand, wandte er sich an den Physiker Otto Lehmann, der dieser Art von Stoffen später den Terminus fliessende Krystalle bzw. tropfbar flüssige Krystalle gab. 1904 veröffentlichte Lehmann sein Hauptwerk Flüssige Kristalle. Im Jahre 1906 hielt er auf der Versammlung der Gesellschaft Deutscher Naturforscher und Ärzte in Stuttgart einen Vortrag über Flüssigkristalle mit dem Titel Lebende Kristalle.
Im Jahre 1911 beschrieb Charles Mauguin die Struktur und die Eigenschaften von Flüssigkristallen. 1917 untersuchte Yngve Björnståhl die optischen Eigenschaften von Flüssigkristallen unter Einwirkung eines elektrischen Feldes. 1936 erhielt die britische Marconi’s Wireless Telegraph Co. Ltd. ein Patent auf die erste praktische Anwendung der Technologie als Flüssigkristall-Lichtventil. 1962 erschien die erste wichtige englischsprachige Publikation über Molekulare Struktur und Eigenschaften von Flüssigkristallen (Original: Molecular Structure and Properties of Liquid Crystals) von George William Gray.
Pionierarbeiten über Flüssigkristalle wurden in den späten 1960er Jahren vom britischen Radar Research Establishment in Malvern geleistet. Das dortige Team unterstützte die fortschreitenden Arbeiten von George William Gray, der mit seinem Team an der Universität Hull in Kingston upon Hull (England) schließlich flüssigkristalline Cyanobiphenyl-Verbindungen synthetisierte, die die Anforderungen bezüglich Stabilität und Temperaturverhalten für LCD erfüllten.
Das erste funktionierende LCD basierte auf dem dynamischen Streumodus (engl. dynamic scattering mode, DSM) und wurde 1968 in den USA von einer Gruppe bei der Radio Corporation of America (RCA) unter der Leitung von George H. Heilmeier eingeführt. Die Firma Optel, ein Spin-off von RCA, entwickelte einige LCDs nach diesem Prinzip.
Am 4. Dezember 1970 meldeten Martin Schadt und Wolfgang Helfrich, damals im Central Research Laboratory der Firma Hoffmann-LaRoche tätig, das erste Patent über die „nematische Drehzelle“ (auch TN-Zelle, Schadt-Helfrich-Zelle, twisted nematic field effect) in der Schweiz an. Das Patent wurde in 21 Ländern erteilt, nicht jedoch in Deutschland.
Am 22. April 1971 reichte James Fergason von der Kent State University in den USA seine Patentanmeldung über den twisted nematic field effect in Flüssigkristallen ein und stellte 1971 in seiner Firma ILIXCO, die seit 2005 LXD Incorporated heißt, LCD mit dieser Technik her. Sie ersetzten schnell die schlechteren DSM-Typen.
Überlegungen, welche in Aktiv-Matrix-Displays verwendet werden, entstanden bei der Konzeption von Flüssigkristall-Balkenanzeigen (engl. bar graph displays). So wurde 1971 ein LC-Matrixdisplay für Balkenanzeigen bei der Firma Brown, Boveri & Cie, Baden, Schweiz, entwickelt, wobei jedem LC-Segment eine Diode (nichtlineares Element) vorgeschaltet und ein zusätzlicher Kondensator als Speicherelement parallelgeschaltet wurde. Am 28. Juni 1973 wurde in den USA eine Anordnung zur Balkenanzeige zum Patent angemeldet, bei welcher Interdigital-Elektroden auf nur einer Glasplatte angebracht werden, um ein elektrisches Feld parallel zu der Glasplatte zu erzeugen und die Flüssigkristalle in einer Ebene umzuorientieren (in-plane switching, IPS, siehe Anzeigetypen).
Am 7. Juli 1983, mit einer Ergänzung vom 28. Oktober 1983, reichten H. Amstutz und seine Miterfinder des Forschungszentrums der Firma Brown, Boveri & Cie, Baden, Schweiz, eine Patentanmeldung ein, welche die Basis für Super-Twisted Nematic STN-LCD bildete (siehe Anzeigetypen). Mit STN-LCD ließen sich erstmals monochrome, passive Matrixanzeigen mit ausreichender Auflösung für einfache Bilddarstellungen realisieren (siehe Darstellung einer Weltkarte im Abschnitt Elektronische Ansteuerung). Dieses Patent wurde in vielen Ländern erteilt. Vor allem asiatische Hersteller wurden Lizenznehmer (weltweit über 60).
Am 9. Januar 1990 meldeten G. Baur und seine Miterfinder der Fraunhofer-Gesellschaft in Freiburg i. Br. ein Patent in Deutschland an, welches die konkrete Basis für optimiertes In-Plane Switching in Matrixanzeigen (IPS-LCDs) bildete. Dieses Patent wurde in vielen Ländern erteilt, von der Firma Merck KGaA Darmstadt, dem weltweit größten Hersteller von Flüssigkristallsubstanzen, übernommen und an viele Firmen lizenziert.
Am 18. September 1992, mit Nachtrag vom 20. Januar 1993, machten K. Kondo und seine Miterfinder bei Hitachi eine Patentanmeldung in Japan, welche als weiteres wesentliches Element des In-Plane Switching eine spezifisch geeignete Verbindungstechnik der Dünnfilmtransistoren in Matrixform darlegte. Später erfolgte eine weitere Hitachi-Patentanmeldung, welche die Blickwinkelabhängigkeit dieser Art von FK-Anzeigen verbesserte.
In Deutschland wurden 2003 bei den Computer-Monitoren erstmals mehr LCD- als Röhrenbildschirme, im Bereich der Fernseher im letzten Quartal 2007 weltweit erstmals mehr LCD- als Röhrengeräte verkauft.

## Anzeigetypen

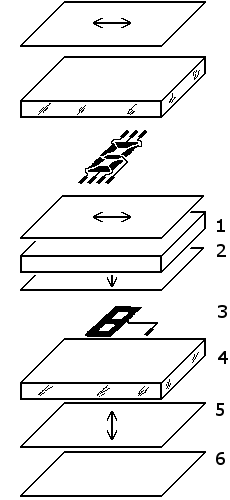
Schadt-Helfrich-Zelle

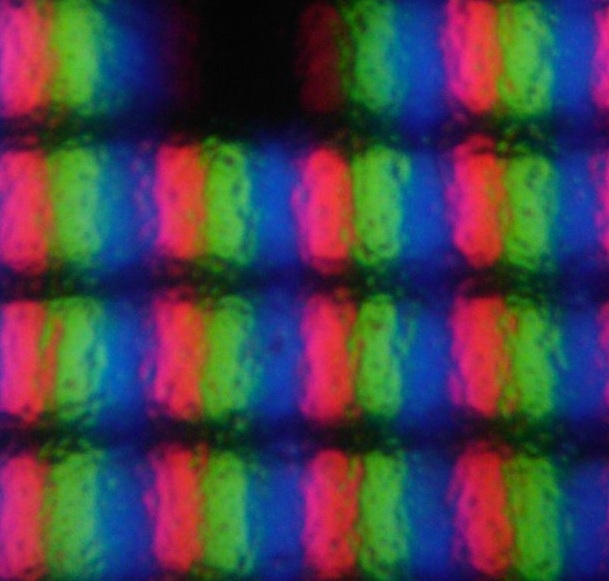
Vergrößerte Subpixel (TN-Panel)

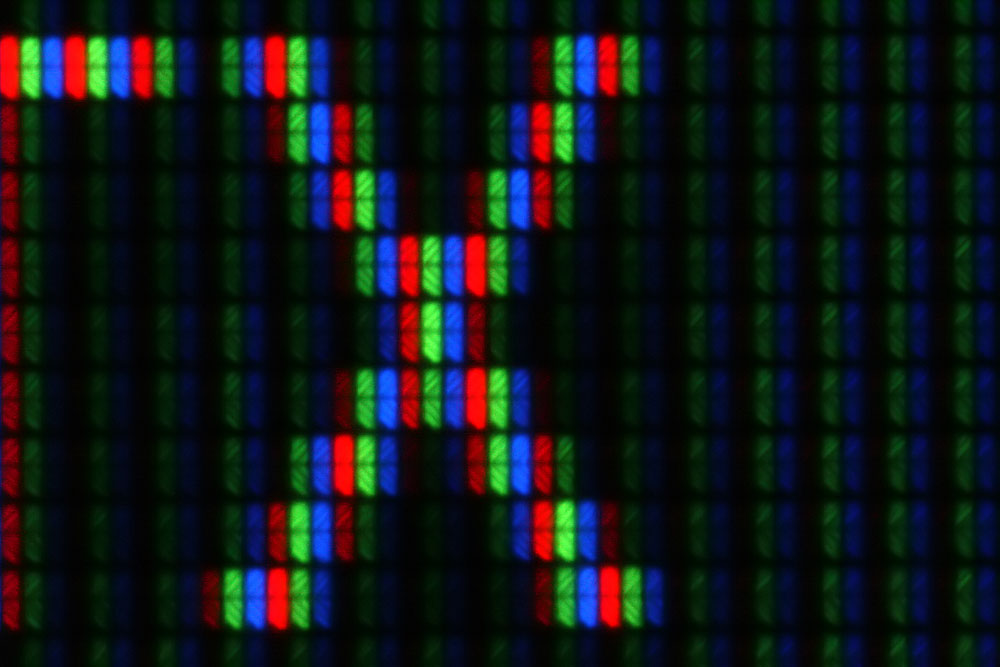
Vergrößerte Subpixel (Multi-Domain-VA-Panel)

### Twisted Nematic (TN)
In Flüssigkristalldisplays verwendete Flüssigkristalle sind organische Verbindungen, die sowohl Eigenschaften von Flüssigkeiten als auch von Festkörpern aufweisen. Sie sind einerseits mehr oder weniger fluide als eine Flüssigkeit, andererseits zeigen sie Eigenschaften wie Doppelbrechung.
Ein einfaches Flüssigkristall-Anzeigeelement lässt sich mit der Schadt-Helfrich-Zelle (nematische Drehzelle, engl. twisted nematic, TN-Zelle) realisieren. In nebenstehender Darstellung sind nur die Bestandteile der unteren Hälfte einer solchen Drehzelle nummeriert. Die Bezugsnummern (x) sind in dieser Beschreibung eingefügt: 
(4) Die Innenseiten zweier sehr dünner Glasplatten (Substratplatte)
(3) sind mit einer transparenten Elektrodenschicht (Indium-Zinn-Oxidschicht, ITO) überzogen,
(1) dazwischen befindet sich die Flüssigkristallschicht von weniger als 10 Mikrometer Dicke.
(2) Die Flüssigkristallmoleküle ordnen sich in eine vorgegebene Richtung, nämlich parallel zu der beispielsweise mit einem Polyimid beschichteten und in einer Vorzugsrichtung gebürsteten Oberfläche.
Die Vorzugsrichtungen der beiden Substratplatten sind um 90° zueinander verdreht. Bei der Herstellung handgefertigter Prototypen kann man zum Bürsten Polystyrolschaum oder mit samtartigen Textilien beschichtete Walzen benutzen.
Zusätzlich sind die beiden Substratplatten (4)
(5) mit um 90° zueinander verdrehten Polarisationsfiltern beschichtet.
(6) Auf der Rückseite dieser Anordnung kann sich ein Spiegel befinden (Reflektor oder Transreflektor), der das einfallende Licht zurückwirft (reflexive Betriebsart).
In der transmissiven Betriebsart befindet sich anstelle des Reflektors eine Beleuchtungseinheit hinter dem Anzeigeelement.

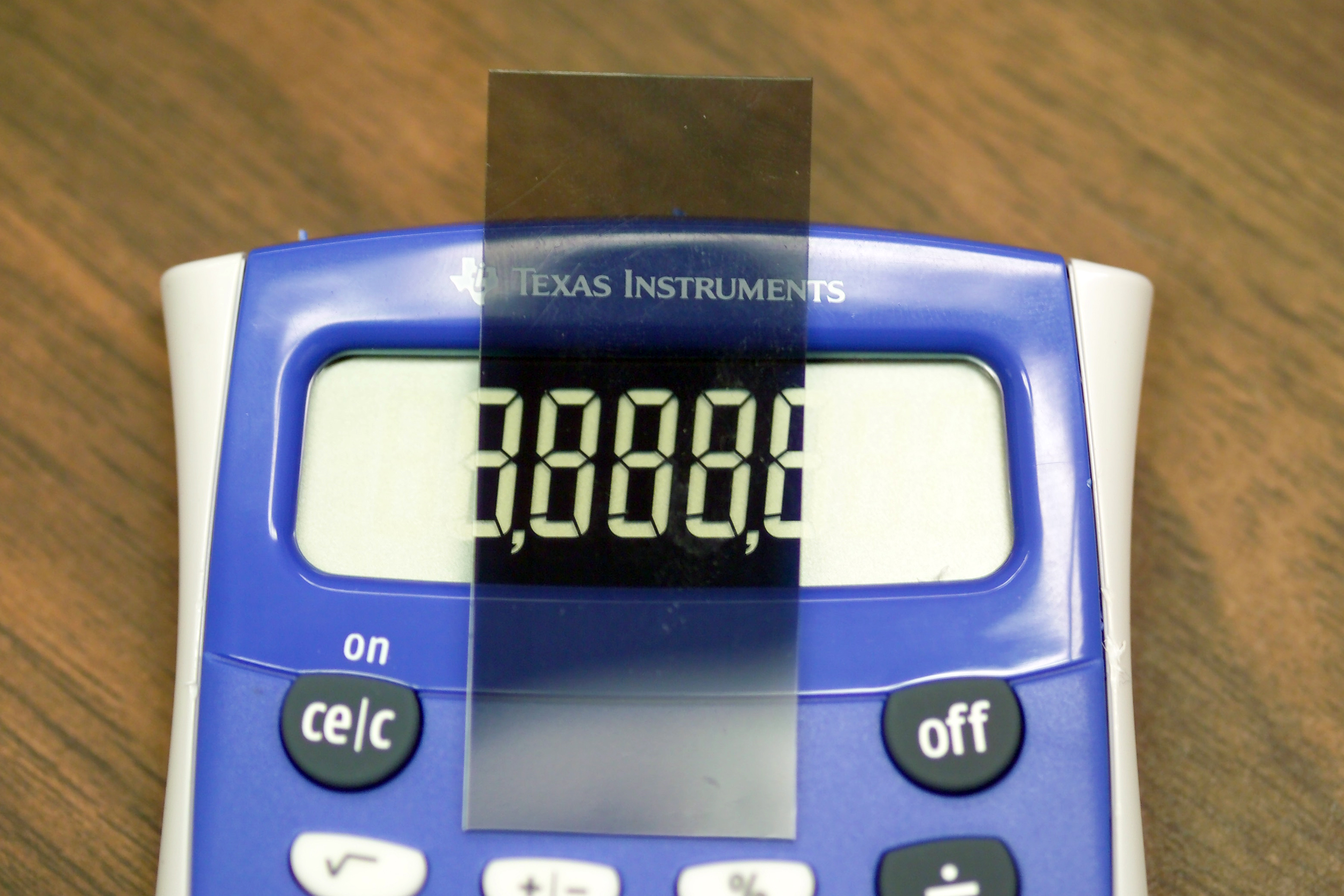
Taschenrechner, dessen Polarisationsfilter entnommen und 90° gedreht über das Display gelegt wurde.

Aus den gegeneinander verdrehten Substratplatten ergibt sich eine schraubenförmige Struktur im Flüssigkristall; bei einer um 90° gedrehten Schraube spricht man von TN. Einfallendes Licht wird vor dem Eintritt in die Flüssigkristallschicht linear polarisiert. Durch die Verdrillung der Moleküle folgt eine Drehung der Polarisationsrichtung des Lichtes, wodurch das Licht den zweiten Polarisator passieren kann und die Zelle lichtdurchlässig (transparent) ist. Da das Display im Ruhezustand durchsichtig ist, wird diese Betriebsart als Normally-White-Mode bezeichnet. Legt man eine elektrische Spannung an die Elektroden an, so tritt unter dem Einfluss des elektrischen Feldes eine Drehung der Flüssigkristallmoleküle ein, die sich parallel zum elektrischen Feld ausrichten. Die Verdrillung wird damit zunehmend aufgehoben, die Polarisationsrichtung des Lichts wird nicht mehr gedreht und damit kann es den zweiten Polarisationsfilter nicht mehr passieren.
Ordnet man die Polarisationsfilter parallel zueinander an, dann ist die Zelle ohne Spannung dunkel und wird erst mit zunehmender Spannung transparent. Man spricht dann vom Normally-Black-Mode. Die Schadt-Helfrich-Zelle ist also (wie andere Flüssigkristallanzeigen auch) ein spannungsgesteuertes Lichtventil. Ein Bildschirm kann aus beliebig vielen solcher Zellen (Bildelemente, Pixel) bestehen. Beim Taschenrechner stellt eine einfache 7-Segment-Anzeige jeweils eine Ziffer dar, bei einem farbfähigen Bildschirm werden pro Bildelement (Pixel) drei Teilbildelemente (Subpixel) für die Grundfarben Rot, Grün und Blau verwendet.

### Super-Twisted Nematic (STN)
Bei (monochromen) STN-Displays (engl. super-twisted nematic) wird der Verdrillwinkel der Moleküle auf 180° bis 270° erhöht. Dadurch kann eine steilere elektro-optische Kennlinie und so eine verbesserte Multiplexbarkeit als bei TN-Displays erreicht werden. Aufgrund verschiedener technischer Beschränkungen gelingt es nur mit einigem Aufwand (doppelte Zelle = DSTN-Zelle, Kompensation mit doppelbrechenden Verzögerungsfolien – retarder sheets), die Darstellung farbneutral zu gestalten (d. h. nur Graustufen zwischen Schwarz und Weiß zu erzeugen). Stattdessen sind die Hellzustände gelblich und die Dunkelzustände fallen dunkelblau (mit Violett-Ton) aus. Eine Weiterentwicklung stellt CSTN (engl. color super-twist nematic), entwickelt von Sharp, dar, bei dem Filter in den drei Grundfarben Rot, Grün und Blau vor den Pixeln für die Darstellung von Farben verwendet werden.

### Double Super-Twisted Nematic (DSTN)
Es wurde mit verschiedenen Techniken versucht, eine Schwarz-Weiß-Darstellung auf dem Passiv-Matrix-Display zu erreichen: mit der Guest-Host-Technik, dem OMI-Verfahren von Martin Schadt (Optical Mode Interference) und der DSTN (Double Super-Twisted Nematic). Durchgesetzt hat sich letztere.
Das Aufbauprinzip dieser DSTN-Zelle ist im Bild zu erkennen. Es liegen nun zwei STN-Schichten vor. In der aktiven Zelle – das ist diejenige, an die ein elektrisches Feld gelegt werden kann – ist der Flüssigkristall um 240° gegen den Uhrzeigersinn gedreht. Die passive Zelle enthält ebenfalls nematisches Material, das hier aber um 240° mit dem Uhrzeigersinn gedreht vorliegt. Beide Zellen sind so zueinander gedreht, dass die Orientierung der Stäbchen an der Eingangsseite senkrecht zu der an der Ausgangsseite ist. Die Polarisationsfolien sind ebenfalls um 90° gegeneinander gedreht.

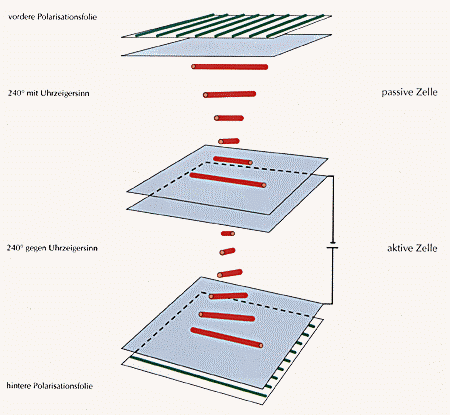
Aufbauschema einer DSTN-Flüssigkristallzelle

In der konventionellen TN- oder STN-Zelle erhält man nach dem Durchgang linear polarisierten Lichtes genau betrachtet nicht einfach linear polarisiertes Licht mit verdrehter Schwingungsebene, sondern elliptisch (oder zirkular) polarisiertes Licht. Die Spitze des elektrischen Feldvektors beschreibt eine Ellipse oder einen Kreis. Solches Licht geht durch den Polarisator hindurch, wobei die durch den Dichroismus bewirkte Farbaufspaltung – abhängig von der Polarisation und der Folienorientierung am Strahlaustritt – zu farbigem Licht führt.

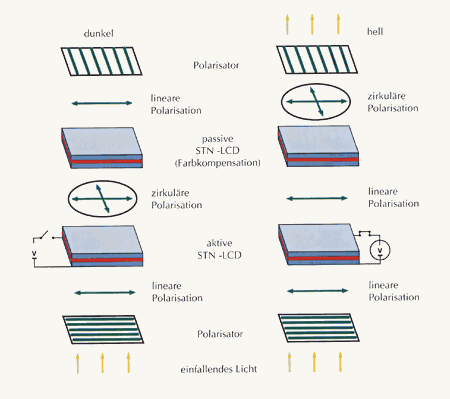
Zur Funktion von DSTN-Zellen

Im Bild ist die Arbeitsweise von DSTN-LCD verdeutlicht: Weißes Licht fällt auf den hinteren Polarisator (im Bild unten) und wird dort linear polarisiert. Dann gelangt es in die aktive STN-Zelle, die (ohne Feld) nun zirkular polarisiertes Licht daraus erzeugt. Dieses Licht ist – wie bei der herkömmlichen STN-Zelle – durch Dichroismus verändert. Der Weg durch die anschließende passive Zelle (die das gleiche Flüssigkristall-Material enthält wie die erste – aktive – Zelle, aber in entgegengesetzter Richtung verdreht) führt zur Kompensation der Farbaufspaltung (die Phasendifferenz wird gleich Null). Als Ergebnis liegt linear polarisiertes Licht vor, das die gleiche Schwingungsebene aufweist wie zuvor nach dem Passieren der hinteren Polarisationsfolie. Weil aber der vordere Polarisator um 90° verdreht ist, lässt er kein Licht durch: Der Bildschirm ist an dieser Stelle schwarz.
Liegt an der aktiven Zelle ein elektrisches Feld an, dann geht das linear polarisierte Licht aus dem hinteren Polarisator glatt hindurch, ohne verändert zu werden. Erst in der passiven Zelle erfolgt zirkulare Polarisation. Weil zirkular polarisiertes Licht von Polarisatoren nicht zurückgehalten wird, ist der Bildschirm an dieser Stelle hell. Durch genaues Justieren sowohl des verwendeten Materials als auch der Zellenabmessungen wird das durchgelassene Licht weiß. Auf diese Weise wurden Displays realisiert, die ein sauberes Schwarz-Weiß mit einem Kontrastverhältnis von bis zu 15:1 bieten.

### Triple Super-Twisted Nematic (TSTN; als TN oder Film-TN bezeichnet)

Aufbauschema einer TSTN-Flüssigkristallzelle: Das Licht der Beleuchtung (6) wird polarisiert (2), gefiltert (3), durchquert die hintere Glasscheibe (4), den STN-Flüssigkristall (5), die vordere Glasscheibe (4), die vordere Filterfolie (3), den vorderen Polarisator (2) und tritt schließlich farbig aus (1).

Der komplexe Aufbau einer DSTN-Flüssigkristallzelle bedingt einen relativ hohen Aufwand bei ihrer Herstellung. Es wurde deshalb ein neues Verfahren entwickelt, das zu flacheren Displays mit geringerem Gewicht führt. Diese neue Lösung trägt den Namen Triple Super-Twisted Nematic-LCD (TSTN). Das Bild zeigt das Aufbauprinzip eines solchen TSTN-Displays.
Hier findet sich nur eine STN-LC-Zelle. Die Farbstörungen der normalen STN-Technik werden durch zwei spezielle Folien ausgeglichen, die vor und hinter der Zelle – zwischen Polarisator und Glas – angebracht sind. Diese Folien sind verantwortlich für einen weiteren Namen dieser Technik: FST, für Film-Super-Twisted (gelegentlich werden Displays, in denen nur eine Kompensationsfolie verwendet wird, als FST bezeichnet, solche mit zwei oder mehr Folien als TST-LCD). Ebenfalls geläufig ist die Bezeichnung FSTN für Film-STN. Der verbesserte Kontrast (bis zu 18:1), das geringere Gewicht und die flachere und weniger aufwendige Bauweise haben TSTN-LC-Displays zum Durchbruch verholfen. In Notebook-Computern wurden solche Displays als „VGA-Bildschirm“ erstmals realisiert.

### Vertical Alignment (PVA und MVA)
Bei der PVA-Technik (Patterned-Vertical-Alignment) handelt es sich um eine Weiterentwicklung der MVA-Technik (Multidomain Vertical Alignment) eines Herstellers. Beide Techniken basieren auf einem ähnlichen Verfahren. Die Vorteile von MVA-/PVA-Bildschirmen liegen in einem höheren Kontrast (> 1000:1 ist üblich) als bei einem TN-Bildschirm (< 800:1). Zudem bieten MVA-/PVA-Bildschirme eine große Blickwinkel-Unabhängigkeit. Der Nachteil von MVA/PVA-Bildschirmen ist, dass sie langsamer als TN-Bildschirme und daher für Bewegtbilder – wie bei Spielen und Videos – weniger gut geeignet sind. Zudem liegt der Preis über dem von TN-Bildschirmen.

### In-Plane Switching (IPS)
Bei der IPS-Technik (In-Plane-Switching ‚in der Ebene schaltend‘) befinden sich die Elektroden nebeneinander in einer Ebene parallel zur Display-Oberfläche. Bei angelegter Spannung drehen sich die Moleküle in der Bildschirmebene; die für TN-Displays typische Schraubenform entfällt. IPS erhöht die Blickwinkelstabilität des Kontrastes.
An Untertypen wird zwischen S-IPS (Super IPS), AS-IPS (Advanced Super IPS), A-TW-IPS (Advanced True White IPS), H-IPS (Horizontal IPS), seit 2009 E-IPS (Enhanced IPS) sowie seit 2011 AH-IPS (Advanced High-Performance IPS) unterschieden. Bis auf den H-IPS-Typ lassen sich die anderen IPS-Typen daran erkennen, dass sie, seitlich betrachtet und im Gegensatz zu VA-Panels, einen leichten lila Farbton aufweisen. Die E-IPS-Technik, die 2009 auf den Markt kam, bietet einen noch größeren Blickwinkel und geringere Schaltzeiten von 5 Millisekunden.

### Plane-to-Line Switching (PLS)
Die Weiterentwicklung PLS (Plane-to-Line Switching) wurde von Samsung entwickelt und bietet unter anderem eine höhere Transparenz (geringerer Stromverbrauch bei gleicher Helligkeit) und das Wegfallen des bei IPS-Panels typischen Glitzer-Effektes. Die ersten Bildschirme mit PLS-Panels kamen 2011 auf den Markt.

## Elektronische Ansteuerung
Bei ersten Prototyp-LCDs Anfang der 1970er Jahre wurde erkannt, dass der Gleichstrombetrieb irreversible elektrochemische Prozesse in der Flüssigkristallschicht und damit Lebensdauerbeschränkungen der Anzeige verursachen kann. Obschon es sich im Gegensatz zu LCDs nach dem dynamic scattering mode (engl., DSM) bei TN-Zellen um einen elektrischen Feldeffekt handelt, also kein Stromfluss nötig ist, bestanden trotzdem die erwähnten Probleme beim Anlegen einer Gleichspannung. Deshalb wurden lange Zeit alle kommerziell eingesetzten LCDs mit Wechselspannung betrieben. Im Wesentlichen ist ein LCD-Element eine kleine elektrische Kapazität, welche periodisch durch eine impulsartige elektrische Spannung umgeladen wird. Für diesen Zweck eigneten sich die schon damals verfügbaren elektronischen Komplementär-MOS-Schaltkreise (CMOS-ICs) sowohl bezüglich einstellbarem Spannungshub wie auch Symmetrie der Eigenschaften ausgezeichnet. Einer der Vorteile von TN-Zellen ist die niedrige Betriebsspannung und damit die geringe Stromaufnahme. Es wurden Flüssigkristallsubstanzen für TN-LCDs synthetisiert, welche bei 3-Volt-Betrieb einen guten Kontrast ergaben und einen brauchbaren Betriebstemperaturbereich hatten.

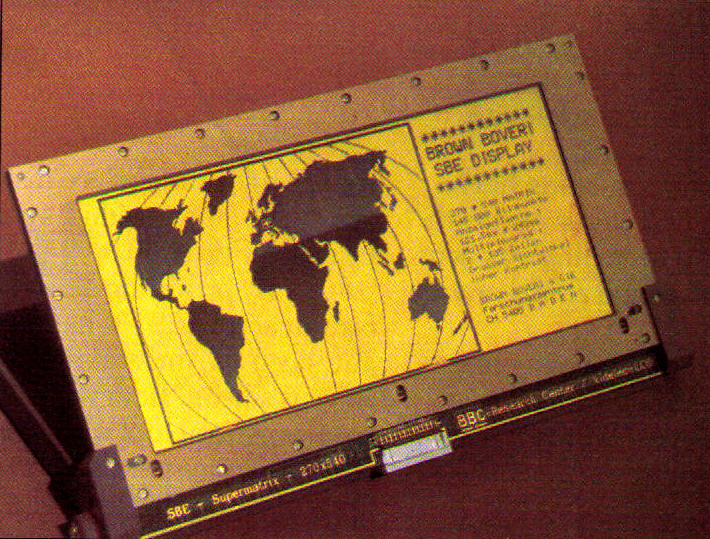
Durchbruch bei passiven Matrixanzeigen: Prototyp STN-LCD mit 540 × 270 Pixel, Brown Boveri Schweiz, 1984

Der Betrieb von Passiv-Matrix-Displays hängt davon ab, wie ausgeprägt eine elektrooptische Schwellenspannung vorhanden ist. Weil die Ansteuerung der einzelnen Bildelemente periodisch wiederholt werden muss, um nicht nur eine Zeile, sondern alle Pixel einer Matrix anzusteuern, werden beispielsweise die Zeilen einer Matrix sequenziell impulsförmig angesteuert. Bei den Spalten wird die Bildinformation derart eingegeben, dass bei den aktivierten Bildelementen eine möglichst große Spannungsdifferenz zu den Zeilenimpulsen und an den nicht aktivierten Bildelementen eine Spannungsdifferenz unterhalb des Schwellenwerts entsteht. Entscheidend zur Optimierung war die Erkenntnis von Peter J. Wild, dass bei impulsartiger, periodisch wiederholter Ansteuerung der Effektivwert (englisch Root Mean Square, RMS) der Spannungsdifferenzen maßgebend ist. Detaillierte Angaben über die bestmöglichen Ansteuerungstechniken für Passiv-Matrix-Displays finden sich in weiterführender Literatur.
Eine elektrooptische Kennlinie mit ausgeprägtem Schwellenwert und daraufhin steilem Anstieg bei höherer Spannung ist Voraussetzung zur Realisierung von Passiv-Matrix-Displays mit vielen Zeilen und Spalten. Nur so kann ein ausreichender Kontrast auch bei Matrizen mit vielen Pixeln erzielt werden. Die langwierige Optimierung der Spannungs-Kontrast-Kennlinie durch Flüssigkristallsubstanzwahl und Zellstruktur von TN-Zellen brachte nicht die gewünschten Resultate. Es dauerte über zehn Jahre, bis 1983 der Durchbruch mit der Entdeckung der superverdrillten nematischen LCDs (englisch super-twisted nematic LCDs, STN-LCDs) bei Brown, Boveri & Cie, Baden (heute Asea Brown Boveri, ABB) gelang. Die Kennlinie von STN-Zellen ist besser zur Ansteuerung von Passiv-Matrix-Displays geeignet als diejenige von TN-Zellen.
Schon früh wurde versucht, jedem Pixel individuell Schalttransistoren vorzuschalten, um derart die Kennlinienbeschränkungen eines Passiv-Matrix-Display zu umgehen. Dazu mussten Dünnschichttransistoren (englisch thin-film transistor, TFT) geeigneter Dimension und Verbindungstechnik in Matrixanordnung auf dem Glassubstrat der Flüssigkristallanzeige aufgebracht werden. Eine Anzeige dieser Technik wird Aktiv-Matrix-Display genannt, weil der Betrieb der einzelnen Pixel durch die zugeordneten Transistoren aktiv gesteuert wird. Die Ideen dazu waren 1968–1973 bei der Radio Corporation of America (RCA) und bei Westinghouse Research Laboratories, USA, formuliert worden. Bis die technologischen Voraussetzungen für die Massenfertigung erarbeitet waren, dauerte es noch. Insbesondere wurde mit verschiedenen Halbleitermaterialien experimentiert, bis sich eine Art von amorphem Silizium (siehe Dünnschichttransistor) geeignet für Feldeffekttransistoren in Dünnschichttechnik durchsetzte. Dieser materialtechnische Durchbruch gelang in Europa. Bei der Realisierung von kommerziellen Produkten waren japanische Firmen federführend. Ohne die erwähnten Fortschritte bei der elektronischen Ansteuerung wären großflächige Fernseh-Flüssigkristallbildschirme nicht möglich geworden. Allerdings sind Aktiv-Matrix-Displays wegen der zahlreichen zusätzlichen Prozessschritte für TFTs in der Herstellung teurer und können zudem deswegen Pixelfehler aufweisen, sodass für einfachere Anzeigen mit geringerem Informationsgehalt immer noch Passiv-Matrix-Displays zum Einsatz kommen.

## Kontaktierung

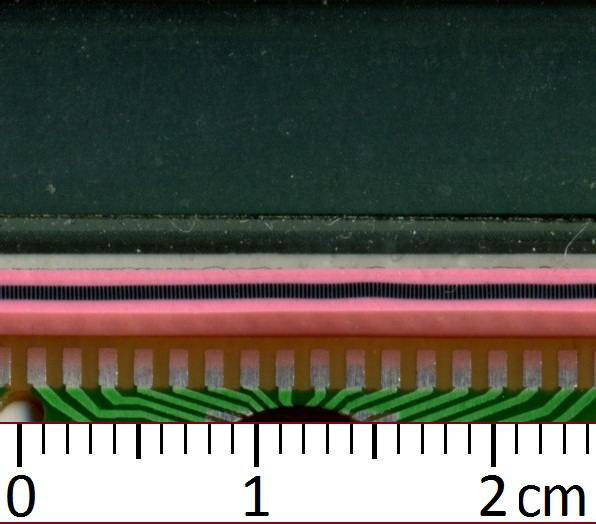
Zebrastreifen mit Leitelastomerschichten.

Von Beginn an bestand die Aufgabe, die transparenten Leiterbahnen auf beiden LCD-Glassubstraten mit der Ansteuerungselektronik zu verbinden. Dazu wurden neuartige Verbindungstechniken entwickelt. Für Anzeigen mit nicht zu engem Kontaktraster kommen sogenannte Zebras (siehe Leitgummi) zum Einsatz, welche abwechselnd aus isolierenden und leitenden Elastomer„kanälen“ bestehen. In nebenstehender Aufnahme mit einem Vergleichsmaßstab in Zentimeter ist das dunkle Raster des Zebragummis von 180 Mikrometer (zwischen den beiden rosa Schichten) deshalb nur bei Anklicken des Bildes mit Vergrößerung sichtbar: im rosaroten isolierenden Elastomer-Band befinden sich die schwarzen Leitelemente, separiert durch isolierende Elemente. Durch den Aufbau (die Elemente sind wesentlich kleiner als die zu kontaktierenden Flächen) spielen Lagetoleranzen des Gummis keine Rolle. Der Gummi kann Maßtoleranzen abfedern. Typische Anwendungen sind Displays mit Siebensegmentanzeigen.
Früh wurden Lösungen mit Chip-on-Glass erprobt. Dabei wurden auf die Kontakte der Ansteuerungsschaltkreise Lötpunkte aufgebracht, dann der Chip auf den korrespondierenden Kontakten der Anzeige positioniert und daraufhin bei erhöhter Temperatur angelötet. Einen wichtigen Fortschritt bedeutete die Verwendung von flexiblen, dünnen Leiterplatten mit entsprechenden Verbindungsbahnen zur Anzeige, welche ein enges Kontaktraster erlauben. Diese Leiterplatten tragen oft die ICs als Nacktchips (Flip-Chip-Montage), die die digitalen seriellen Datenströme wandeln.

## Passiv-Matrix-Displays oderAktiv-Matrix-Displays
Bei Passiv-Matrix-Displays werden die Bildelemente (ein Segment oder ein Symbol) im Zeitmultiplexbetrieb angesteuert. Das heißt, dass jedes Bildelement direkt und permanent mit einer Ansteuerschaltung verbunden ist, deren Ausgang einen geringen Widerstand hat. Deshalb baut sich die zum Zeitpunkt der Adressierung aufgebrachte Ladung relativ schnell wieder ab und muss in der folgenden Bildperiode (engl. frame) wieder erneuert werden. Dieser Wechsel in der elektrischen Ansteuerung führt zu ausgeprägten Modulationen der optischen Antwort der Anzeige (sog. frame response), was als Flimmern auf die Augen wirkt.
Bei Adressierung und Ansteuerung über eine Matrix mit aktiven Bauelementen bei Aktiv-Matrix-Displays wird zum Zeitpunkt der Adressierung eine Ladung auf das Bildelement aufgebracht, dem meist noch ein zusätzlicher Kondensator parallelgeschaltet ist (Speicherkondensator). Nach dem Aufbringen der Ladung, deren Höhe der Dateninformation entspricht, wird das aktive Bauelement (meist ein Dünnschichttransistor, TFT) wieder in den hochohmigen Zustand geschaltet, wodurch die Ladung und somit die Ansteuerung während einer Bildperiode im Wesentlichen erhalten bleibt. Diese Art der Ansteuerung bewirkt bei Aktiv-Matrix-Displays eine höhere effektive Spannung über dem Bildelement, damit eine höhere Aussteuerung des Flüssigkristalls und damit einen verbesserten Kontrast und eine reduzierte Abhängigkeit des Kontrastes von der Betrachtungsrichtung.

## Röhren-Bildschirm und Flüssigkristall-Bildschirm

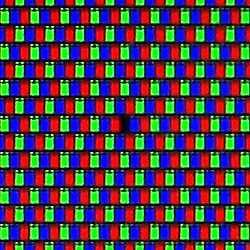
Zu sehen sind die Subpixel und ein Subpixelfehler

Die LC-Bildschirme haben gegenüber den älteren Kathodenstrahlröhrenbildschirmen (CRT) einige Vorteile:
- Geringere Leistungsaufnahme:  Unabhängig vom Bildinhalt werden LC-Bildschirme über die gesamte Anzeigenfläche konstant beleuchtet. Trotz dieser prinzipiellen Schwäche ist die Lichtausbeute (englisch luminous efficacy) bei LCD mit typisch 2 bis 4 lm/W noch immer etwa doppelt so hoch wie bei Plasmabildschirmen mit Filterscheibe (normaler Auslieferzustand).
- Strahlungsarmut: LCD geben keine Röntgenstrahlung ab (gilt auch für CRTs ab TCO 99),
- sie erzeugen ein geringeres Magnetfeld.
Elektro-magnetische Felder werden jedoch abgestrahlt und enthalten ebenso wie bei CRTs die Bildinformation (kompromittierende Abstrahlung, Problem Abhörsicherheit, dazu Van-Eck-Phreaking).
- Sie bieten ein verzerrungsfreies Bild,
- bei passender Auflösung ein schärferes Bild,
- erzeugen weniger Flimmern,
- haben ein geringeres Gewicht,
- eine geringere Einbautiefe,
- werden in der Praxis nicht durch Magnetfelder wie das Erdmagnetfeld oder die Magnetfelder von Oberleitungen, NMR-Geräten, Transformatoren oder Lautsprechern beeinträchtigt.

Während der Entwicklung der Geräte, wenigstens bis zur Entwicklung von mit TFTs angesteuerten LCD, bestanden Nachteile durch den geringen Kontrast und die langen Schaltzeiten. Mittlerweile kann die Farbwiedergabe von LCD (der darstellbare Farbraum, engl. color gamut) durch Anpassung der Hintergrundbeleuchtung sogar extremen Anforderungen gerecht werden (extended gamut, multi-primary display). Ein weiteres Problem war der eingeschränkte Bereich von Betrachtungsrichtungen mit konstantem Kontrast und gleichbleibendem Farbeindruck. Neuere Techniken wie In-Plane-Switching (IPS), Multi-domain Vertical Alignment (MVA) und Patterned Vertical Alignment (PVA) sowie die Anwendung von doppelbrechenden Kompensationsfolien (retarder sheets) schafften hier Abhilfe. Diese Nachteile existieren weiterhin, sind aber bei weitem nicht mehr so gravierend wie früher. Da jedes Pixel eine eigene kleine Einheit darstellt, kommt es produktionsbedingt zu vereinzelten Fehlern: Pixel, die durchgängig nur in einer Farbe leuchten oder die vorgegebene Farbe fehlerhaft wiedergeben. Je nach Anzahl der fehlerhaften Pixel werden die Displays in verschiedene Fehlerklassen eingestuft, die Einfluss auf den Preis haben können.
Bei der Herstellung wird die physikalische Bildauflösung festgelegt, die Ansteuerung mit einem Signal anderer Auflösung kann zu Qualitätsverlusten führen. Ein TFT-basierter LC-Bildschirm liefert im Vergleich zu einem CRT-Bildschirm ein viel schärferes Bild – allerdings nur in seiner konstruktionsbedingten physikalischen Auflösung. Signale geringerer Auflösung müssen interpoliert werden und erscheinen verschwommen. Alternativ lässt sich das Bild auch mit schwarzen Rändern zentriert in voller Schärfe darstellen (bei digitalem Anschluss lässt sich das üblicherweise im Grafikkartentreiber einstellen).
Die Hintergrundbeleuchtung durch Kaltkathodenröhren wird gefiltert, um die Grundfarben der Pixel (zumeist rot, grün und blau) zu erhalten, allerdings muss ein Kompromiss zwischen Helligkeit und Farbwiedergabequalität gefunden werden. Die Farben von LCDs sind keineswegs weniger gesättigt als bei der CRT- oder Plasmabildschirmtechnologie. Vom erzeugten Licht dringen nur etwa 4 % durch das Panel (bei weißen Bildinhalten).
Ein Grund dafür, warum Röhrenmonitore (CRT) in Tests oft besser abschnitten als Flachbildschirme, ist keinesfalls der bessere Schwarzwert im Dunkelraum und der Kontrast zu den hellen Bildstellen, wenn kein Umgebungslicht auf den Bildschirm fällt, sondern die bessere Wiedergabe von bewegten Bildinhalten (siehe unten). Mittlerweile ist die LCD-Technik jedoch so weit fortgeschritten, dass teils bessere Ergebnisse (je nach Art des Panels) als mit CRT-Monitoren erreicht werden können.
Die Leuchtstoffröhren der Hintergrundbeleuchtung haben eine begrenzte Lebensdauer (etwa 100.000 Stunden). Die durch die Hintergrundbeleuchtung beeinflusste Qualität der Darstellung von Weißflächen ändert sich schon deutlich nach nur wenigen Tausend Betriebsstunden meist stärker ins Gelbliche, da sich die Leuchtstärke der Leuchtstoffröhren mit der Zeit verringert. Allerdings lässt auch die Helligkeit von Röhrenmonitoren im Laufe des Betriebs nach. Die Hintergrundbeleuchtung mittels LEDs ist alterungsbeständiger, zeigt aber auch je nach Typ der verwendeten Leuchtdioden und Betriebsweise langsame Alterungserscheinungen. Zudem erlaubt Beleuchtung mittels LEDs eine kompaktere Bauweise, homogenere Ausleuchtung und Kontraststeigerung durch selektive, vom Bildinhalt abhängige Ansteuerung.

## Schaltzeiten und Techniken
Die Reaktionszeit moderner LCDs liegt derzeit zwischen 1 ms und 5 ms. Hierbei ist die Reaktionszeit die Zeitspanne, die bei der Änderung der Leuchtdichte (Helligkeit) eines Bildbereiches von 10 % nach 90 % verstreicht; hierbei sind 0 % und 100 % die Leuchtdichten der stationären (eingeschwungenen) Zustände. Die Bildaufbauzeit nach ISO 13406-2 ist die Summe der Schaltzeiten von Hell nach Dunkel (oder umgekehrt) und wieder zurück. Aufgrund des asymptotischen Schaltverlaufs werden jedoch nach ISO 13406-2 Schaltzeiten von < 3 ms benötigt, um sichtbare Schlierenbildung zu vermeiden.

### Formeln
Die Einschaltzeit {\displaystyle \tau _{\mathrm {on} }} (zunehmende Spannung) und die Ausschaltzeit {\displaystyle \tau _{\mathrm {off} }} (abnehmende Spannung) ergibt sich nach den Formeln von Jakeman und Raynes:
{\displaystyle {\tau }_{\mathrm {on} }={\frac {\gamma _{1}\ d^{2}}{\epsilon _{0}\Delta \epsilon (U^{2}-U_{\mathrm {th} }^{2})}}{;}~\quad {\tau }_{\mathrm {off} }={\frac {\gamma _{1}\ d^{2}}{k\pi ^{2}}}~~} mit {\displaystyle ~~{U_{\mathrm {th} }}={\pi {\sqrt {\frac {k}{\epsilon _{0}\Delta \epsilon }}}}}
Hierbei ist {\displaystyle \gamma _{1}} die Rotationsviskosität des Flüssigkristalls, die die „Trägheit“ des Flüssigkristalls auf eine Änderung der Ausrichtung beschreibt; {\displaystyle d} der Abstand zwischen den Glasplatten (= Dicke der Flüssigkristallschicht); und {\displaystyle k} die Elastizitätskonstante, welche die „Kraft“ (Drehmoment) der Rückstellung der Kristalle in die ursprüngliche Ausrichtungslage angibt.
Beispielsweise beschleunigt ein großes {\displaystyle k} die Rückstellung des Kristalls in den Ausgangszustand, wirkt jedoch auch der Ausrichtung des Kristalls bei Anlegen einer Spannung entgegen (durch die entsprechend erhöhte Schwellenspannung, {\displaystyle U_{th}}). Auch lassen sich durch eine Verringerung der Schichtdicke, {\displaystyle d} die Schaltgeschwindigkeiten erhöhen. Wenn die Schichtdicke beispielsweise um 30 % verringert wird ({\displaystyle 0{,}7d}) gehen die Schaltzeiten auf etwa die Hälfte zurück (denn {\displaystyle (0{,}7d)^{2}=0{,}49d^{2}}).

### Bewegungsunschärfe
Bei Hold-Type-Displays wie LC- und OLED-Bildschirmen bleibt der Zustand eines Pixels für die Dauer einer Bildperiode bestehen, bis die angelegte Spannung im Zuge des Bildaufbaus eines neuen Bildes geändert wird (Erhaltungsdarstellung). Da das Auge bei der Verfolgung eines bewegten Bildinhalts (englisch smooth pursuit eye tracking) die „Helligkeit“ über eine Bildperiode integriert, während der Bildinhalt aber fixiert bleibt, kommt es zum Verwischen des Bildes auf der Netzhaut des Betrachters. Dies fällt besonders bei der Darstellung schnell bewegter Szenen auf und wird deshalb als Bewegungsunschärfe (auch engl. motion blur) bezeichnet. Es ist zu beachten, dass selbst bei verschwindend geringen Schaltzeiten, also bei nahezu unendlich schnellem Schalten, wegen der Erhaltungsdarstellung die Bewegungsunschärfe nicht beseitigt wäre, weshalb der Verwischeffekt bei schnellen OLED-Bildschirmen ebenfalls auftritt.
Neben dieser prinzipbedingten Unschärfe erzeugt die verzögerte Annahme des Soll-Wertes bei einzelnen Pixel-Elementen unerwünschte Effekte („Schlieren“, „Schweif“, „Schmieren“), die ähnlich störend wirken. Bei LCDs ist diese Art der Bewegungsunschärfe mittlerweile erheblich reduziert. Die Reaktionszeit von „grau nach grau“ (engl. gray to gray) liegt durchschnittlich bei 6 ms, dennoch können die Schaltzeiten in extremen Situationen (weiß-nach-schwarz, schwarz-nach-weiß, schwarz-nach-grau) erheblich davon abweichen.

### Ansätze zur Optimierung
ViskositätDer Bewegungsunschärfe versucht man unter anderem dadurch entgegenzuwirken, dass man die Schaltzeiten der Displays weiter reduziert, vor allem durch eine Reduktion der Viskosität der eingesetzten Flüssigkristallmaterialien.
Einfache Overdrive-TechnologienBei der Overdrive-Technik wird an die LCD-Zelle kurzzeitig eine Spannung angelegt, die höher ist als die für den eigentlichen Helligkeitswert erforderliche. Dadurch richten sich die Kristalle schneller aus. Das nächste Bild muss hierzu zwischengespeichert werden. Diese Information wird zusammen mit an das jeweilige Display speziell angepassten Korrekturwerten verwendet, um die genaue Zeit berechnen zu können, während der die Überspannung anliegen darf, ohne dass das jeweilige Pixel übersteuert wird. Das funktioniert jedoch nicht bei der Rückstellung des Kristalls: da es nicht weniger als keine Spannung gibt (die Ansteuerung erfolgt mit Wechselspannung), muss der Kristall passiv entspannen. Durch die Zwischenspeicherung wird das Bild etwa zwei bis fünf Takte verspätet angezeigt. Dieser Versatz kann sich beim Betrachten von Filmen durch Bild-Ton-Asynchronität bemerkbar machen (der Ton eilt dem Bild voraus). Auch bei Computerspielen, die schnelle Reaktionen des Spielers verlangen, macht sich die Bildpufferung negativ bemerkbar.
Vorverzerrung (inverse Filtering)Hierbei wird aus den Daten des aktuellen und nächsten Bildes die Integration des Auges aus dem jeweils nächstem Bild herausgerechnet. Dazu werden ebenfalls die genauen Schalteigenschaften des jeweiligen Paneltyps benötigt.
Black Stripe InsertionUm der Bewegungsunschärfe aufgrund der Erhaltungsdarstellung entgegenzuwirken, können die Pixel bzw. das gesamte Display auch kurzzeitig dunkel geschaltet werden. Die Dunkelphase darf bei 50 Hz Ansteuerfrequenz allerdings 55 % der Bildzeit nicht überschreiten (bei 60 Hz sind es 70 % und bei 75 Hz sind es 85 %): sonst flimmert das Bild.
Blinking Backlightauch „strobing“ genannt: Bei der Verwendung von LEDs zur Hintergrundbeleuchtung von LCDs (sogenannte LED-Fernseher oder -Bildschirme) lässt sich diese Methode einfacher als Black Stripe Insertion realisieren, da hierbei nicht die Pixel schneller angesteuert werden müssen, sondern für Pixelbereiche bzw. das gesamte Display die Hintergrundbeleuchtung für den Bruchteil einer Vollbilddauer ausgeschaltet werden kann.
Scanning Backlightauch „field sequential“ genannt: Hierbei wird das LC-Display nicht mit weißem Licht, sondern nacheinander von roten, grünen und blauen Primärlichtern (häufig per LED) beleuchtet. Da bei LCD mit zeitsequentieller Ansteuerung mit den Primärfarben keine helligkeitreduzierenden Farbfilter erforderlich sind und hohe Leuchtdichten vorhanden sind, lässt sich der Helligkeitsverlust durch die Sequenzabfolge leichter kompensieren. Allerdings trifft man mit dieser Technik einen alten Bekannten der Projektionstechnik wieder: den Regenbogeneffekt.
100/120-Hz-Technik und 200/240-Hz-TechnikHier werden synthetische Zwischenbilder berechnet und anschließend zusammen mit den Originalbildern ausgegeben. Dadurch erhöht sich die reale Bildfrequenz um ein ganzzahliges Vielfaches. Aus 24 fps (Kinostandard) werden so 48, 72, 96 oder sogar 120 fps. Schlieren durch Hold-Displays können so deutlich reduziert werden. Neben der Reduktion von Bewegungsunschärfen werden auf diese Weise Bewegungen und Kamerafahrten deutlich flüssiger wiedergegeben. Allerdings kann durch die Bewegungsinterpolation insbesondere bei leicht rauschenden Bildquellen eine mehr oder weniger deutliche Trennung zwischen Vorder- und Hintergrund im Bild beobachtet werden (Soap-Opera-Effekt). Die 100/120-Hz-Technik kommt mittlerweile (2008) in vielen höherwertigen Displays zum Einsatz. 240-Hz-Geräte sind angekündigt. Ein weiterer Vorteil dieser Technik ist es, dass Overdrive feiner dosiert angewendet werden kann. Es ist allerdings zu bedenken, dass die größte Verbesserung zwischen den „100/120-Hz-Displays“ und solchen mit geringeren Frameraten zu sehen ist, da das menschliche Gehirn ohne Übung nur größere Differenzen zwischen den Frequenzen bewusst verarbeiten kann.

## Einsatzmöglichkeiten

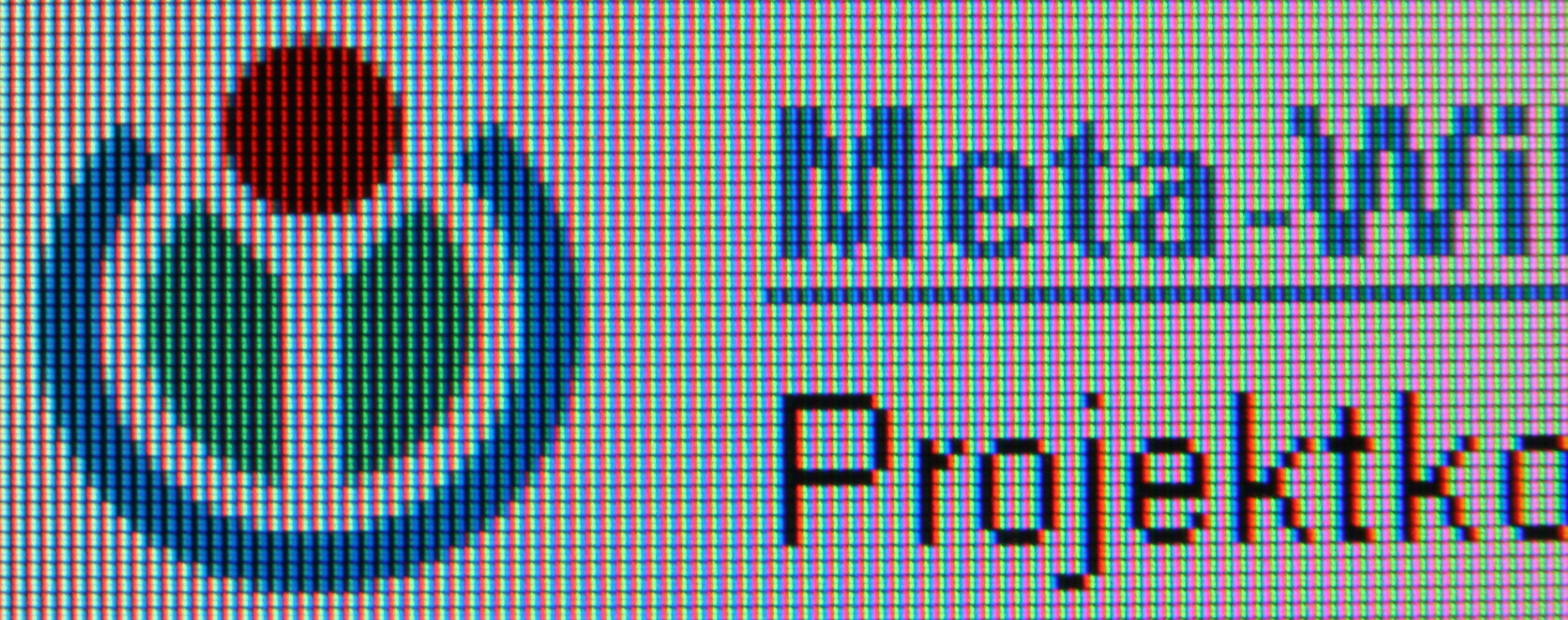
Die Darstellung des Meta-Wiki-Logos zeigt bei starker Vergrößerung, dass die Farben aus roten, grünen und blauen Zellen zusammengesetzt sind.

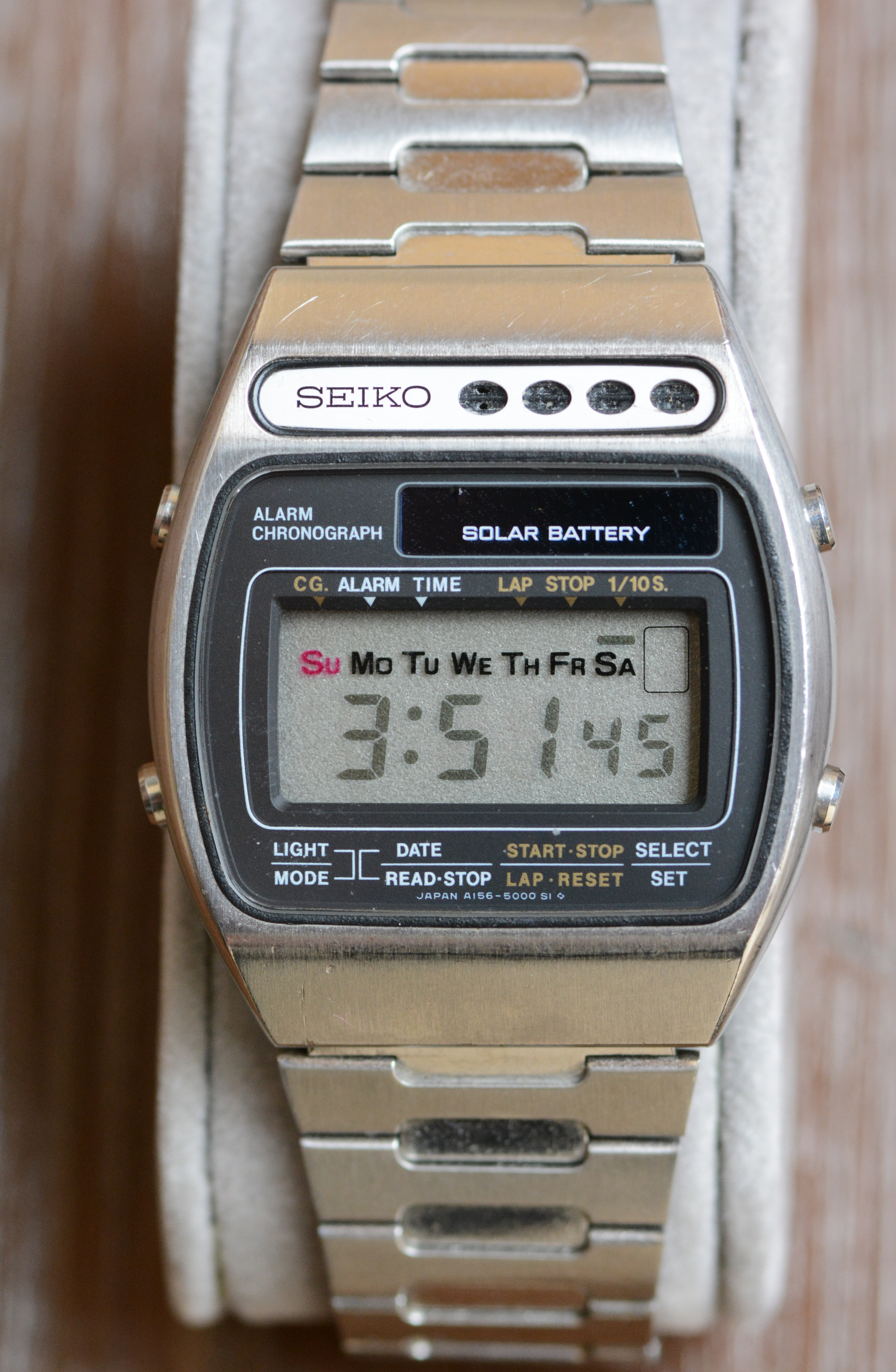
Seiko LCD Solar Alarm Chronograph A156-5000, 1978: Seikos erste Solar-Quarzuhr

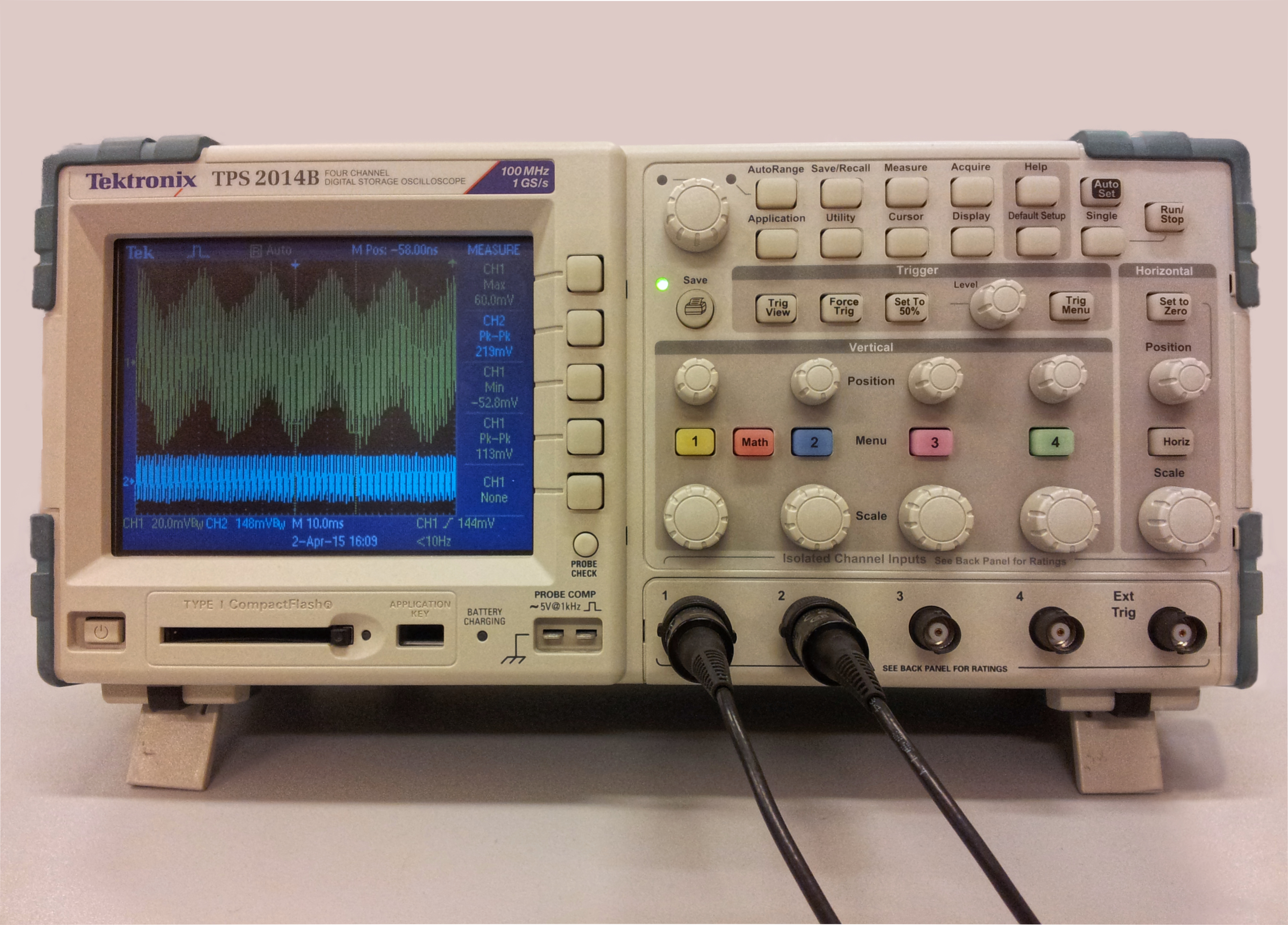
Digitales Speicher-Oszilloskop, 2012

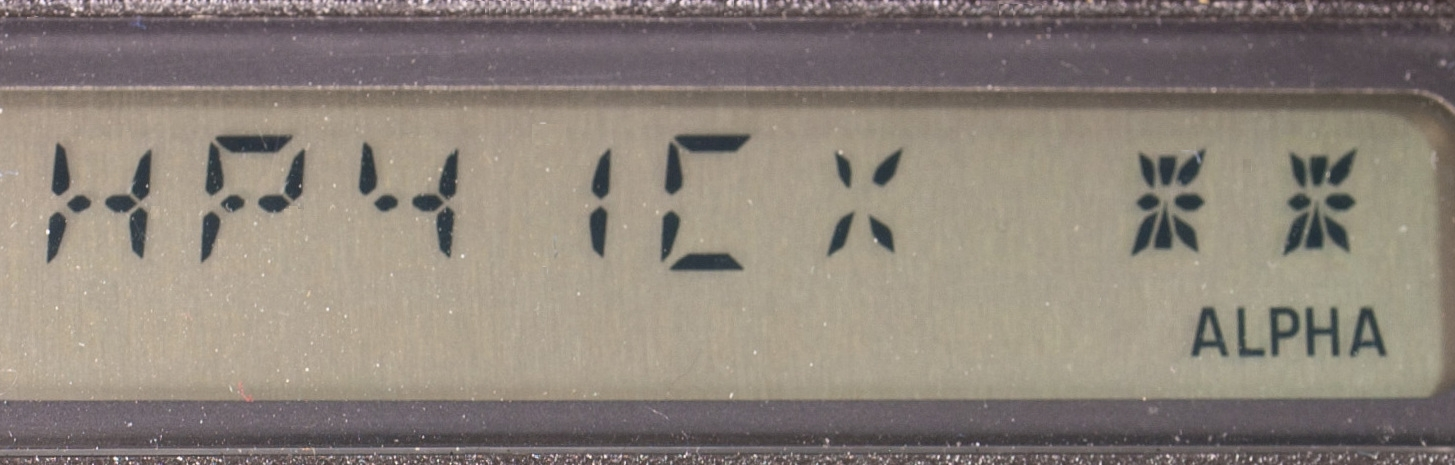
Die programmierbaren Taschenrechner HP-41C bis HP-41CX (ab 1979) boten als erste Geräte dieser Art eine LC-Anzeige mit vierzehn Teilsegmenten, die neben Zahlen auch Großbuchstaben und Sonderzeichen darstellen konnte.

In Digitaluhren und Taschenrechnern werden LCDs schon seit Anfang der 1970er Jahre verwendet. Diese einfarbigen Displays ohne Hintergrundbeleuchtung zeichnen sich durch geringsten Energieverbrauch und sehr hohe Lebensdauer aus.
Später fanden LCDs als Aktiv-Matrix-Displays mit Hintergrundbeleuchtung Verbreitung über weitere tragbare oder batteriegespeiste Geräte wie etwa Mobiltelefone, Notebooks und ähnliches.
Typische Auflösungen bei Computer-Flachbildschirmen reichen von 1024×768 Pixel (38 cm/15″) über 2560×1600 Pixel (76 cm/30″), bis 3840 × 2160 Pixel, bei Notebooks reichen sie von 800×480 Pixel bis 3200×1800 Pixel. PDAs und portable DVD-Spieler weisen Auflösungen zwischen 320×240 und 800×480 Pixel, Displays von Standbild- und Videokameras zwischen 160×176 Pixel (84.000 Pixel) und 640×480 Pixel (900.000 Pixel) auf. Insbesondere bei Smartphones hat die Firma Apple mit dem „Retina-Display“ einen neuen Marketingbegriff für hohe Bildauflösung geschaffen.
Mittlerweile haben LC- und Plasma-Displays die Kathodenstrahlröhre weitgehend verdrängt. Dies betrifft Computermonitore (seit 2006) und Fernsehgeräte mit größeren Bilddiagonalen (seit 2008).
Auch bei Oszilloskopen werden seit längerem computerangesteuerte LCDs verwendet. 2003 wurden in Deutschland bereits mehr LCD als herkömmliche Röhrenmonitore für PCs und 2006 mehr Flachbildfernseher – also LCD und Plasmabildschirme – als Röhrengeräte verkauft.
Versuche, mit LCD-Matrixanzeigen Bildschirmprojektoren zu realisieren, gab es ab den 1970er Jahren. Der Imagina 90 war weltweit der erste in Serie gefertigte Videogroßbildprojektor mit Flüssigkristallbildgenerator, der sich auch für den Dauerbetrieb eignete.

## Produktion
Die LCD-Technik hat in den letzten Jahren insbesondere durch die Entwicklung von Flachbildschirmen einen enormen Aufschwung erlebt. Große Produktionsstätten für Flachbildschirme wurden zunächst in Japan errichtet. Schon bald setzte jedoch die Abwanderung der Industrie in die neuen asiatischen Industrienationen ein, in denen billige Arbeitskräfte und üppige staatliche Förderung lockten. Derzeit befindet sich der Schwerpunkt der Flachbildschirmindustrie in Taiwan und insbesondere Südkorea. In Südkorea betreiben die dort ansässigen weltweit größten Flachbildschirmhersteller – Samsung, LG Display und Chi Mei Optoelectronics (CMO) – die zurzeit (2008) größten LC-Bildschirm-Produktionsstätten. Noch kostengünstigere Produktionsstandorte gibt es in China. Produktionsstätten zur Herstellung hochwertiger Flachbildschirme sind dort derzeit (2008) im Aufbau.

## Umweltschutz
Aus der Sicht des Klimaschutzes wird die Flüssigkristallbildschirmfertigung als problematisch angesehen, da in der traditionellen Produktion große Mengen klimagefährdender Substanzen eingesetzt werden. Im wichtigen „Arrayprozess“, in dem die TFT-Steuermatrix großflächig auf dünne Glasscheiben aufgebracht wird, werden potente Treibhausgase wie Schwefelhexafluorid (SF6) – GWP 22800 CO2e – und Stickstofftrifluorid (NF3) – GWP 17200 CO2e – in großem Umfang verwendet und in die Atmosphäre freigesetzt, wie eine Studie aus dem Jahre 2008 aufzeigt.